# André Gailliard
André (Charles Féliciena) Gailliard (ur. 1905 w Saint-Étienne, zm. 1977 w Sartrouville) – francuski urzędnik konsularny, dyplomata i tłumacz literacki.

## Życiorys
Syn nauczyciela pracującego w liceum Gambetta w St Etienne. Uczęszczał do Liceum du Parc w Lyonie, studiował na  uniwersytetach w Lyonie, Strasburgu i Tybindze. Ukończył też ENS i rozpoczął karierę konsularno-dyplomatyczną. Został attaché konsularnym w Stuttgarcie (1929) i Gdańsku (1931–1939), w 1934 p.o. kierownika konsulatu, wicekonsulem (1939) i konsulem w Zagrzebiu (1944–1945), konsulem w Poznaniu (1946) i Warszawie (1947–1948), konsulem generalnym w Hamburgu (1949–1950), radcą w Oslo (1950-1952), konsulem generalnym w Edynburgu i Glasgow (1953-1959), Rabacie (1959-1962), Antananarywie (1963–1965). Na emeryturę odszedł w 1970.
Przetłumaczył kilka utworów dla wydawnictwa Stock.